# Новоюгино
Новою́гино — село в Каргасокском районе Томской области, Россия. Административный центр Новоюгинского сельского поселения.

## География
Село расположено на правом, южном берегу реки Васюган у впадения в неё речки Лосевка. Мимо Новоюгино проходит автодорога 21 км, идущая из Каргаска вдоль правого берега реки Васюган на запад — юго-запад, соединяя населённые пункты Каргасокского района. Кроме того, есть зимняя переправа у Новоюгина на левый берег Васюгана и далее зимой (декабрь-март) на северо-запад области.

## Население
| 2002 | 2010 | 2012 | 2013 | 2014 | 2015 | 2021 |
| ---- | ---- | ---- | ---- | ---- | ---- | ---- |
| 575  | ↘538 | ↘525 | ↘517 | ↘503 | ↘502 | ↘437 |

## Социальная сфера и экономика
В селе есть библиотечно-досуговый центр, средняя общеобразовательная школа, детское дошкольное учреждение и фельдшерско-акушерский пункт.
Основу экономической жизни составляют: рыбалка, охота, работа в нефтегазовой, бюджетной сфере, подсобное частное сельское хозяйство, лесозаготовка, лесопереработка, мелкий бизнес, розничная торговля.
С мая по октябрь на реке Васюган осуществляются грузопассажирские перевозки на теплоходах. Есть автомобильное сообщение с райцентром.